# Thamnotettix adspersula
Thamnotettix adspersula är en insektsart som beskrevs av Lethierry 1885. Thamnotettix adspersula ingår i släktet Thamnotettix och familjen dvärgstritar. Inga underarter finns listade i Catalogue of Life.